# Andreas Stokbro
Andreas Stokbro Nielsen (født 8. april 1997 i Brøndby) er en dansk cykelrytter, der kører for Unibet Tietema Rockets.